# 6361 Koppel
6361 Koppel è un asteroide della fascia principale. Scoperto nel 1978, presenta un'orbita caratterizzata da un semiasse maggiore pari a 2,4164593 UA e da un'eccentricità di 0,1625956, inclinata di 5,71650° rispetto all'eclittica.